# Mycetocylapus
Mycetocylapus is een geslacht van wantsen uit de familie van de Miridae (Blindwantsen). Het geslacht werd voor het eerst wetenschappelijk beschreven door Karl Alfred Poppius in 1914.

## Soorten
Het genus bevat de volgende soorten:

- Mycetocylapus alexeyi Namyatova & Cassis, 2019
- Mycetocylapus major Poppius, 1914
- Mycetocylapus minor Poppius, 1914
- Mycetocylapus pacificus Carvalho, 1956